# Joan Aulí
Joan Aulí (Felanitx, 19 décembre 1796; Felanitx, 10 janvier 1869) est un organiste et compositeur espagnol. 

## Biographie
Aulí est né à Felanitx, Majorque. Il a un talent musical précoce et est déjà un organiste lorsqu'il entre chez les Dominicains en 1814. Lors de la dissolution des monastères espagnols en 1823, il voyage en Espagne pendant plusieurs mois, mais en novembre de la même année, il est autorisé à rentrer à Majorque. En 1825, il revient à Madrid pour compléter sa formation théologique; il joue de l'orgue à la Basílica de Nuestra Señora de Atocha (es) et est introduit auprès du Roi Ferdinand VII. En 1828, il retourne à Majorque menant une vie musicale très active au couvent de Saint Dominique. La loi de Mendizábal de 1835 le force à abandonner les ordres et à quitter son île natale. Peu après, il devient organiste à Gibraltar. Revenu dans les Îles Baléares en 1836, il s'établit à Felanitx et passe le reste de sa vie à composer, jouant occasionnellement de l'orgue, et produisant ses propres opéras dans les théâtres locaux. Sa Misa de coro, avec accompagnement d'orgue par Antonio Noguera est de style sévère et ayant un sentiment franchement monastique. De ses opéras Norma et La doncella de Misolongi ne subsistent que quelques fragments.

## Liste des œuvres
- Musique religieuse (chant et accompagnement d'orgue):
  - Misa de coro, ed. par Antonio Noguera (Palma de Majouque, 1887);
  - Missa del Santísimo Sacramento;
  - Te Deum;
  - Stabat Mater
  - Hymnes à:  San Pedro, Inmaculada Concepción, San Juan Bautista, et Beata Catalina Thomàs
- Opéras:
  - La doncella de Misolongi;
  - Norma;
  - El Sepultero;
  - Grecia ;
- Œuvres pour le Piano: Valse; Rigodón; Pasodoble; Variations en si bémol.